# TieKo
 (juin 2018).
Si vous disposez d'ouvrages ou d'articles de référence ou si vous connaissez des sites web de qualité traitant du thème abordé ici, merci de compléter l'article en donnant les références utiles à sa vérifiabilité et en les liant à la section « Notes et références ».
 (novembre 2018).
Pour les articles homonymes, voir Cauquil.
TieKo, pseudonyme de Thierry Cauquil, est un dessinateur français de bande dessinée né à Toulouse en 1962.

## Parcours
TieKo s’inscrit aux Beaux-Arts d'Amiens et de Cherbourg où il étudie deux années. Après les Beaux-Arts, il effectue son service militaire puis quelques petits métiers (facteur, charpentier…). Il commence une carrière d’illustrateur sur différents supports (publicité, livres pour enfants, merchandising…).
Parallèlement, il est guitariste dans un groupe de rock tendance heavy. Au début des années 1990 il rejoint l’association caennaise ACCABD qui publie de la BD amateur. Il place ses premiers dessins dans les fanzines Tout bulle or not to bulle et Bol d’encre (dont il est le créateur). Par le biais de l’ACCABD, il rencontre le scénariste Wallace et tous deux préparent le projet Le Chant des terres qui intéresse les éditions Paquet. Deux tomes de cette série paraissent, en 2002 et 2004.
En 2005, TieKo rejoint l’équipe du Studio Jotim en tant que dessinateur, réalisant les crayonnés des personnages sur 5 tomes de La Compagnie des glaces. Il participe à un album collectif chez Petit à Petit, avec Céka au scénario. Son  album paru en 2009 est une adaptation du Livre de la jungle, réalisée en compagnie du scénariste Djian. Il est disponible en version anglaise (Jungle Book). Il a signé en 2010 les décors de l'album La Pire Espèce de Ptiluc. En 2011 a lieu la publication de Normandie juin 44 aux éditions Vagabondages sur la construction du port d'Arromanches sur un scénario de Djian.
Il est, avec 7 autres auteurs et dessinateurs de BD, membre du comité artistique du festival Des Planches et des Vaches[réf. nécessaire]. Il a remporté le Veau d'Or du 14e de ce festival en avril 2015 et a été le président de la 15e édition en avril 2016[réf. nécessaire].

## Albums de bande dessinée
(novembre 2018).
TieKo exerce en tant que dessinateur ou codessinateur.
- Le Chant des terres (scénario de JG Wallace, Paquet)
  1. Sheriffmuir (2002)
  2. Glenscone (2004)
- La Cour des grands
  - tome 3 (scénario de Céka, Petit à Petit, 2004)
- Pirates (scénario de Philippe Bonifay, codessinateur Jacques Terpant, Casterman)
  1.  Paloma (2005)
  2. Jusqu’au bout des rêves (2007)
- La Compagnie des glaces (scénario de Philippe Bonifay et dessins du Studio Jotim, Dargaud)
  - cycle Jdrien T6 : Yeuse (2005)
  - cycle Jdrien T7 : Pietr (2005)
  - cycle Cabaret Miki T1 : Le Peuple du sel (2006)
  - cycle Cabaret Miki T2 : Otage des glaces (2006)
  - cycle Cabaret Miki T4 : Big Tube (2007)
- Le Livre de la jungle (scénario de Djian d’après Rudyard Kipling, Glénat, 2010)
- La Pire Espèce (scénario de Richard Malka et Agathe André, codessinateur Ptiluc, Vents d'Ouest, 2010)
- Normandie juin 44 T3 : Gold Beach / Arromanches (scénario de Djian, couleurs Catherine Moreau, Vagabondages, 2011)
- Hindenburg (scénario de Patrick Cothias et Patrice Ordas, Bamboo)
  1. La Menace d’un crépuscule (2013)
  2. L’Orgueil des lâches (2014)
  3. La Foudre d’Ahota (2015)
- Tomoë (scénario de Jack Manini, Bamboo)
  1. Déesse de l’eau (2017)
  2. Le Miroir divin (2018)
- La promesse de la Tortue  (scenario de Stéphane Piatzszek, Bamboo)
  1. Tome 1 (2020)
  2. Tome 2 (2021)
  3. Tome 3 (2023)